# Ильинский, Сергей Михайлович
Серге́й Миха́йлович Ильи́нский (22 ноября 1872, Серпуховский уезд Московской губернии — 1934) — русский архитектор.
Родился в семье священника. Окончил духовную семинарию, затем — Московское училище живописи, ваяния и зодчества с большой серебряной медалью. В 1908 получил звание классного художника архитектуры. До 1917 года работал главным архитектором Министерства иностранных дел.
И до и после революции жил в Москве по адресу: улица Покровка, 11, кв. 15.
Здоровье архитектора подорвало известие о взрыве Храма Христа Спасителя в 1931 году.
Похоронен на Ваганьковском кладбище, участок 34, семейно-родственное захоронение.

## Работы

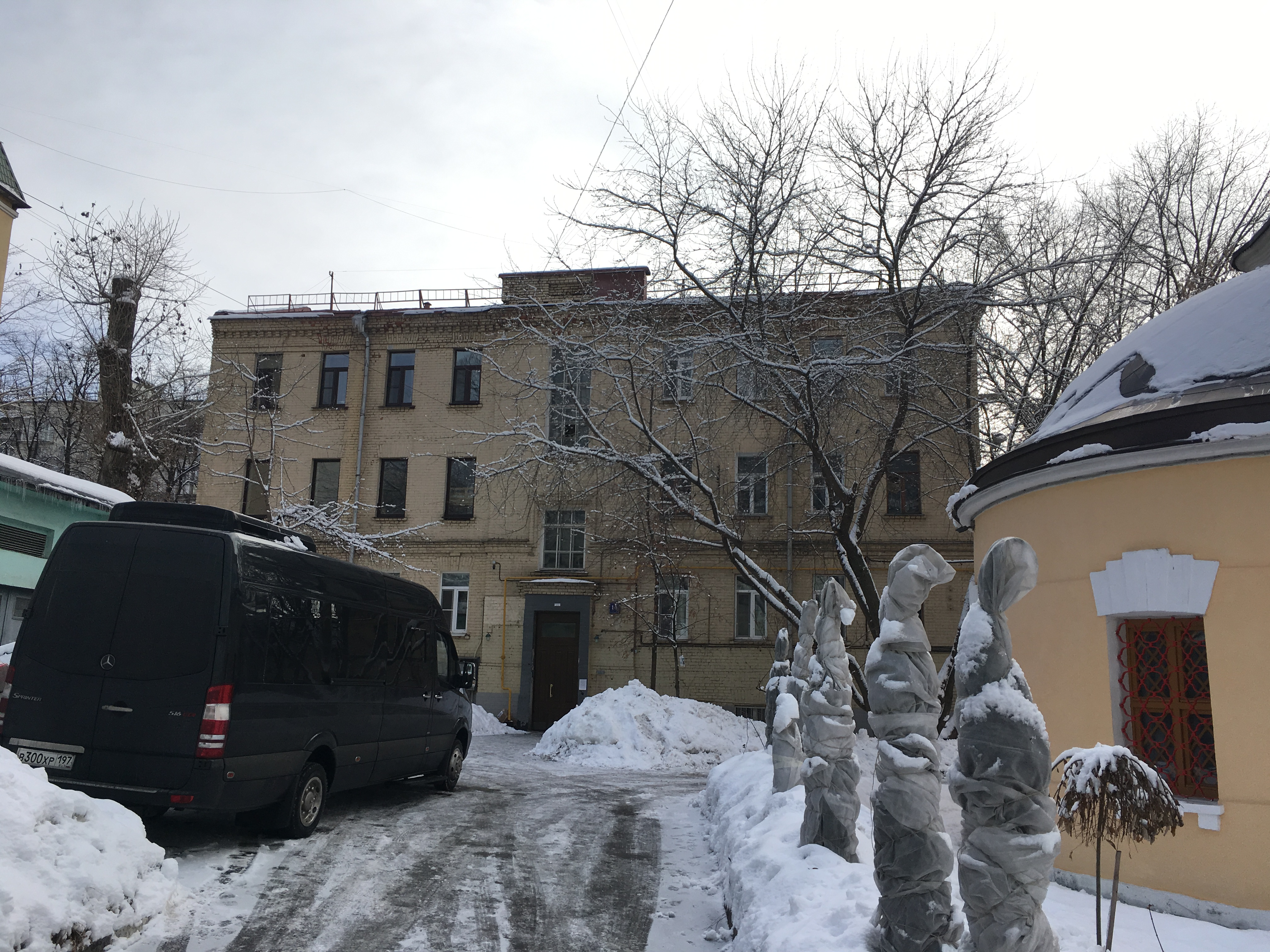
Хохловский переулок, 14с2

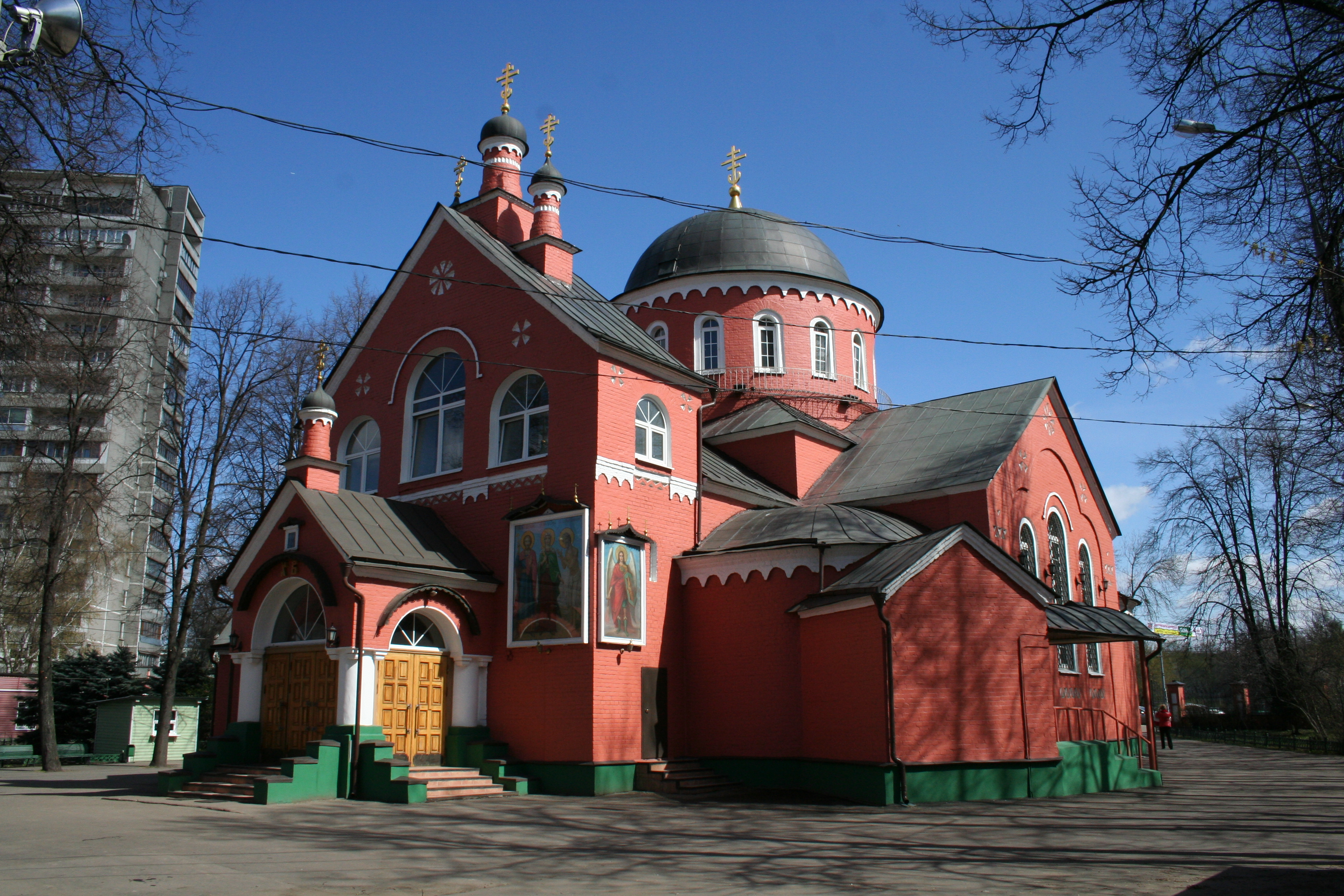
Церковь мучеников Адриана и Наталии

- Расширение церкви во Введенском-Першине Звенигородского уезда (1907)[1]
- Двухэтажный корпус в Крестовоздвиженском Иерусалимском монастыре (1909)[1]
- Церковно-приходская школа в Скорбященском женском монастыре (1909–1910; проект)[10]
- Корпус келий и мастерских («Рукодельный корпус») в Скорбященском женском монастыре (1909–1911)[11]
- Часовня Николая Чудотворца во Владычине (1911)[10]
- Церковный доходный дом на Лубянском проезде (1912)[1]
- Церковный доходный дом в Хохловском переулке (1913)[1]
- Церковь Покрова Пресвятой Богородицы в Красне (новая) (1913)[10]
- Церковь Иконы Божией Матери «Знамение» в Аннине (1914; расширение трапезной)[10]
- Церковь мучеников Адриана и Наталии близ станции Лосиноостровская (1914–1916; по проекту Владимира Глазова)[1]

## Семья
Жена — Ольга Николаевна Тольская, воспитанница епархиального училища. Сын Михаил, дочь Ирина. Внук — актёр Олег Басилашвили.